# Switchpin
Switchpin ist eine fünfköpfige US-amerikanische Metal-Band aus Denver, Colorado.

## Geschichte
Im Mai 2001 gegründet fand die Band nach dem ersten veröffentlichten Album in Jägermeister einen Sponsor, der sie mit in das JagerMusic-Band-Programm nahm
und mit Bands wie Slayer, Machine Head, Chimaira, 36 Crazyfists, Dry Kill Logic oder Killswitch Engage gemeinsam auf der Bühne spielen ließ.
2004 erschien das erste Album in völler Länge The Truest Form of Flattery, das von Dave Otero (u. a. Cephalic Carnage) produziert wurde.
Mit diesem Album, das im Gegensatz zu der 2002 veröffentlichten Debüt-CD Redemption den traditionellen Heavy Metal hinter sich ließ, wurde man in Amerika populärer.
So spielte Switchpin während der No Coast, Whore-Core Tour innerhalb von neun Tagen in sieben verschiedenen Staaten Amerikas Live-Konzerte.
Die weniger große Bekanntheit in Europa kommt durch fehlende Auftritte zustande; zukünftig will man jedoch auch in Deutschland und Europa auf Tour gehen.
2007 stellte man mit Mike Smith einen neuen Sänger und mit Eric Bloomquist (ex-Synthetic Delusion) einen zweiten E-Gitarristen vor.
Am 31. Januar 2008 wurden auf der Myspace-Seite der Band zwei neue Songs, Broken Hourglass und Running Away, veröffentlicht. Diese zwei Songs wurden später durch Nothing Left Elevator, So Easy und Nothing Left ersetzt. Außerdem stieß der neue Sänger Jason LeBaron zur Band.
Im Juni 2008 wurde die EP 5200 RPM, die von Ahrue Luster, dem Gitarristen von Ill Niño und Ex-Gitarristen von Machine Head, produziert wurde, veröffentlicht.
Momentan befindet sich Switchpin in der Vorproduktion für ein neues Studioalbum.

## Stil
Switchpin spielten bis zu ihrem einschließlich zweiten Studioalbum Metalcore mit Thrash-Metal-Einflüssen, die Band selbst bezeichnete ihren Sound früher als „Dynamic Metal“, was sie an den melodiösen und rhythmischen Passagen in ihren Songs festmachte. Die Hardcore-Anleihen sind jedoch in Songs wie Artifical Self oder A Breakdown In Silence ebenso hörbar.
Seit 2008 spielen Switchpin Alternative Metal mit Metalcore und traditionellem Rock gemischt. In den zwei neuen Songs auf der MySpace-Seite der Band lassen sich stärkere Alternative Metal und auch Hard-Rock-Einflüsse erkennen.
Die Lyrics werden von Sänger Jason LeBaron meist mit klaren Gesang wiedergegeben oder auch guttural.
Die Band selbst gibt an, dass sie musikalisch am meisten von System of a Down, Chimaira, Sepultura und Lamb of God beeinflusst werden.

## Diskografie
- 2002: Redemption (The Orchard)
- 2004: The Truest Form of Flattery (The Orchard)
- 2008: 5200 RPM EP (The Orchard)